# Vicente Luis Mora
Vicente Luis Mora Suárez-Varela (Córdoba, 26 de septiembre de 1970) es un escritor, poeta, ensayista, aforista y crítico literario español.

## Biografía
Licenciado en Derecho por la Universidad de Córdoba, es doctor en Filosofía y Letras por la misma universidad con la tesis titulada El yo penúltimo. Subjetividad y espejo en la literatura española de la postmodernidad (1978-2008), leída en junio de 2009 y dirigida por el profesor Pedro Ruiz Pérez.

## Trayectoria
Ha recibido diversos galardones por sus obras literarias. Aparte de colaborar con revistas y suplementos culturales (como Ínsula, Animal sospechoso, Clarín, El invisible anillo, Mercurio, Quimera o Cuadernos del Sur del Diario Córdoba), mantiene un prestigioso blog de crítica literaria y cultural titulado Diario de lecturas, que recibió en 2010 el I Premio Revista de Letras al Mejor Blog Nacional de Crítica Literaria. La obra de Mora está incluida en varias antologías de poesía y narrativa. 
Entre 2007 y 2010 fue director del Instituto Cervantes de Albuquerque (Estados Unidos) y entre 2010 y 2014 lo fue del de Marrakech (Marruecos).
En septiembre de 2010 redactó íntegramente el número 322 de la revista Quimera, dedicado al tema «Literatura y falsificación». Para ello, suplantó (con el consentimiento de los autores) a firmas habituales de la publicación como Germán Sierra, Damián Tabarovsky, Manuel Vilas o Agustín Fernández Mallo; e inventó otros supuestos colaboradores (como Berta Herthaussen o José Jardiel Duque). La revista se publicó sin ninguna indicación de que se trataba de un juego literario y fue la propia dirección de la revista quien lo reveló posteriormente; después, el propio autor lo reconoció en su blog.
En 2016 ganó el Premio Torrente Ballester de novela con su obra Fred Cabeza de Vaca. Se trata de la biografía ficticia del artista que da título al libro, un artista español del siglo XXI que también ejerce de comisario, promotor cultural y activista, y que se caracteriza por su arribismo.
Es profesor universitario en la Facultad de Filosofía y Letras de la Universidad de Málaga.

## Publicaciones
Poesía
- Texto refundido de la ley del sueño (accésit del Premio Rosalía de Castro), Córdoba: Casa de Galicia, 1999. ISBN 8492151625.
- Mester de cibervía (Premio Arcipreste de Hita) Valencia: Pre-Textos, 2000. ISBN 8481913146.
- Nova, Valencia: Pre-Textos, 2003. ISBN 8481915203.
- Autobiografía (novela de terror) (Premio de Poesía Universidad de Sevilla), Sevilla: Universidad de Sevilla, 2003. ISBN 8447207870.
- Construcción, Valencia: Pre-Textos, 2005. ISBN 8481916846.
- Tiempo, Valencia: Pre-Textos, 2009. ISBN 8481919745.
- Serie, Valencia: Pre-Textos, 2015. ISBN 8416453071.
- Mecánica, Madrid: Hiperión, 2021. ISBN 8490021805.

Narrativa
- Circular (novela en marcha), Córdoba: Plurabelle, 2003. ISBN 8493294500.
- Subterráneos (relatos, Premio Andalucía Joven 2005), Barcelona: DVD, 2006. ISBN 8496238407.
- Circular 07. Las afueras (novela en marcha), Córdoba: Berenice, 2007. ISBN 8496756319.
- Alba Cromm, Barcelona: Seix Barral, 2010. ISBN 9788432212895.
- Fred Cabeza de Vaca (XXVIII Premio Torrente Ballester), Madrid: Sexto Piso, 2017. ISBN 9788416677344.
- Centroeuropa, Barcelona: Galaxia Gutenberg, 2020. ISBN 9788418218088.
- Circular 22 (novela en marcha; Premio Nollegiu 2022 de Narrativa Espanyola), Barcelona: Galaxia Gutenberg, 2022. ISBN 9788419075468.
- Cúbit, Barcelona: Galaxia Gutenberg, 2024. ISBN 9788419738899.

Antologías de narrativa en las que ha sido incluido
- Vicente Luis Mora, Marta Sanz e Isaac Rosa, Chroniques madrilènes/Cuentos madrileños (edición bilingüe), traducción y notas de Alice Pantel, Paris: Pocket, 2021. ISBN 9782266316088.

Ensayo
- Pangea. Internet, blogs y comunicación en un mundo nuevo, Sevilla: Fundación José Manuel Lara, 2006. ISBN 8496556409.
- Singularidades. Ética y poética de la literatura española actual, Madrid: Bartleby, 2006. ISBN 8495408481.
- La luz nueva. Singularidades en la narrativa española actual, Córdoba: Berenice, 2007. ISBN 9788496756229.
- Pasadizos. Espacios simbólicos entre arte y literatura (I Premio Málaga de Ensayo), Madrid: Páginas de Espuma, 2008. ISBN 9788483930083.
- El lectoespectador. Deslizamientos textovisuales entre literatura e imagen, Barcelona: Seix Barral, 2012. ISBN 9788432214080.
- La literatura egódica. El sujeto narrativo a través del espejo, Valladolid: Universidad de Valladolid, 2013. ISBN 9788484487692.
- El sujeto boscoso. Tipologías subjetivas de la poesía española contemporánea entre el espejo y la notredad (1978-2015) (I Premio Internacional de Investigación Literaria Ángel González), Madrid: Iberoamericana Vervuert, 2016. ISBN 9788484899792.
- La huida de la imaginación (Premio Celia Amorós 2018 -XXXVI Premios Ciutat de València-), Valencia: Pre-Textos, 2019. ISBN 9788417830052.
- La escritura a la intemperie. Metamorfosis de la experiencia literaria y la lectura en la cultura digital, León: Universidad de León, 2021. ISBN 9788418490132.
- Construir lectores, Madrid: Vaso Roto, 2024. ISBN 9788419693709.

Ensayos colectivos
- Vicente Luis Mora, Carlos Peinado Elliot y Manuel Ángel Vázquez Medel, Cómo percibir. Guía sensorial de escritura creativa, Barcelona: Alba Editorial, 2024. ISBN 9788411780766.

Antologías críticas
- La cuarta persona del plural. Antología de poesía española contemporánea (1978-2015), Madrid: Vaso Roto, 2016. ISBN 9788494823244.

Aforismos
- Nanomoralia, Sevilla: La Isla de Siltolá, 2017. ISBN 9788416682461.
- Teoría, Barcelona: Mixtura, 2022. ISBN 9788412551327.

Dietarios
- Micronesia. Fractales sobre literatura (1997-2021), Valladolid: Universidad de Valladolid, 2021. ISBN 9788413201399.